# Metylsulfonylmetan
Metylsulfunylmetan (MSM) er en organosvovlforbindelse med molekylformelen (CH3)2SO2.. Det kendes også under flere andre navne heriblandt DMSO2 methylsulfon og dimethylsulfon. Det farveløse faste stof indeholder en sulfonylgruppe, og kemisk er det relativt inert. Det findes naturligt i visse primitive planter og er til stede i små mængde i mange slags fødevarer, men forhandles også som kosttilskud.
 Der er for få eller ingen kildehenvisninger i denne artikel, hvilket er et problem. Du kan hjælpe ved at angive troværdige kilder til de påstande, som fremføres i artiklen.